# Comuna Starîi Dorohîn, Narodîci
Starîi Dorohîn (în ucraineană Стародорогинська сільська рада) este o comună în raionul Narodîci, regiunea Jîtomîr, Ucraina, formată din satele Latași, Starîi Dorohîn (reședința) și Stînîșce.

## Demografie
Componența lingvistică a comunei Starîi Dorohîn
     Ucraineană (98,46%)
     Rusă (1,4%)
     Alte limbi (0,14%)
Conform recensământului din 2001, majoritatea populației comunei Starîi Dorohîn era vorbitoare de ucraineană (98,46%), existând în minoritate și vorbitori de rusă (1,4%).